# Sirutteok
I sirutteok (시루떡?, 甑餠?, siruttŏkMR) sono un tipo di tteok preparato cuocendo a vapore la farina di riso o di riso glutinoso in un contenitore di terracotta chiamato siru.

## Preparazione
La preparazione dei sirutteok inizia mettendo il riso a bagno nell'acqua; esso viene poi macinato e disposto in una vaporiera di terracotta (siru) insieme ai fagioli azuki lessati e sbriciolati: se i fagioli formano un solo strato sulla sommità del dolce, esso prende il nome di seolgitteok o muritteok, mentre se riso e fagioli vengono alternati in molteplici strati, si chiama kyeotteok.

## Varianti
I fagioli azuki possono essere sostituiti con altri tipi di semi e frutti creando innumerevoli varianti: l'enciclopedia del 1809 Gyuhap chongseo, ad esempio, ne riporta undici. Castagne, datteri, pinoli, cachi, noci, pesche, albicocche, pepe o vino arricchiscono i sirutteok, mentre miele e zucchero li dolcificano. Per quest'ultimo scopo, la cucina di corte di Joseon aggiungeva dei ravanelli.
Una delle varianti più famose è il pat sirutteok (팥시루떡?), composto da uno strato di fagioli, uno di farina di riso e un altro di fagioli, cotto a vapore nella cerniera di una tortiera apribile.

## Storia e consumo
Si ritiene che i sirutteok siano una delle più antiche forme di tteok, poiché sono stati trovati resti di vaporiere siru tra le rovine della comanderia di Lelang (I secolo a.C.-IV secolo). Secondo l'enciclopedia Dongguksesigi ("Rapporto sui costumi stagionali nel regno orientale", 1849), che riepiloga le usanze del regno di Joseon, i contadini li preparavano con il riso appena raccolto per presentarli durante i riti sciamanici o religiosi che si tenevano a inizio novembre e per il solstizio d'inverno: secondo le credenze popolari, infatti, i fagioli rossi scacciano gli spiriti maligni. Anche in epoca moderna i sirutteok vengono preparati nelle occasioni importanti, come l'apertura di un negozio e l'inizio di un'attività, per essere offerti agli spiriti buoni affinché scaccino la malasorte e attirino la fortuna. Sono anche un dono portato da chi si è appena trasferito ai nuovi vicini di casa in segno di amicizia.